# Éric Lambé
Éric Lambé, né le 2 juillet 1966 à Arlon (province de Luxembourg), est un illustrateur, auteur de bande dessinée belge.

## Biographie
Éric Lambé naît le 2 juillet 1966 à Arlon. Il est élève au collège Cardinal Mercier à Braine-l’Alleud, où il opte pour les arts plastiques et se lie d’amitié avec Jean-Luc Cornette. Puis, à l'âge de quinze ans, il s'inscrit à l’Institut Saint-Luc de Bruxelles où il suit des humanités artistiques. Par après, il suit un graduat en arts plastiques dans la spécialisation bande dessinée de 1985 à 1986 à École supérieure des arts Saint-Luc. Ensuite, il fonde au début des années 1990, avec Denis Larue et Alain Corbel, le groupe Mokka qui donnera naissance en 1990 à la revue Moka,, (renommée Pelure Amère en 1992 jusqu'à sa disparition en 1994). De 1990 à 1994, il publie également des nouvelles dans d'autres revues belges de l'époque : Frigorevue et Frigobox en français, Bill en flamand et dans différentes revues européennes dont Oro clinico et Boxer. Une grande partie des histoires francophones seront regroupées dans son premier ouvrage de bande dessinée, Les Jours ouvrables, aux éditions Amok en 1994.
À partir de 1998, il entame une collaboration avec Philippe de Pierpont qui, après une histoire courte (Sifr, in Le Cheval Sans Tête volume 5, 1998) a depuis a donné lieu à quatre ouvrages : Alberto G. en 2003, La Pluie en 2005, Un Voyage en 2008 et Paysage après la bataille en 2016, qui reçoit le Fauve d'or 2017.
Éric Lambé est soutenu par la Fédération Wallonie-Bruxelles dont il reçoit une bourse d'aide à la création de 9 000 € en 2014 du Service général des lettres et du livre – Service de la bande dessinée.
En mars 2017, une sélection de dessins est exposée au musée La Boverie, à Liège. Ses dessins se retrouvent dans plusieurs collections dont la Fondation d'Entreprise BIC avec sa série Le Fils du Roi dont les planches originales ont été entièrement réalisées aux bics.
En avril 2020, le célèbre quotidien belge Le Soir invite 27 auteurs belges de bande dessinée à s’exprimer librement sur le thème de la résistance positive au confinement dont Éric Lambé, Laurent Durieux, François Schuiten, Jannin et Liberski, Bernard Yslaire, Dany, Philippe Francq, Johan De Moor, Janry, Olivier Grenson, François Deflandre, Serge Dehaes, Marianne Duvivier, Michel Kichka, André Taymans, Didier Alcante, Mathieu Burniat, Jacques Louis, Thierry Van Hasselt et Barly Baruti.
En 2024, il sort le roman graphique Antipodes sur un scénario de David B. publié aux éditions Casterman. Ce récit tient du conte philosophique dans le contexte historique de la colonisation ratée de la France au Brésil au XVIe siècle. Il met en scène Nicolas, un aventurier français envoyé dans une colonie sur un îlot proche de la côte brésilienne. L'ouvrage est retenu comme une des BD de la semaine par le journal L'Humanité. L'album figure dans la sélection officielle du Festival d'Angoulême 2025 concourant pour le Fauve d'or.
Parallèlement, Éric Lambé illustre des livres de Marie Desplechin (Le Sac à Main, 2004 ; La Photo, 2005), ainsi qu'un livre pour enfants, Le Voyage de Djuku (2003), écrit par Alain Corbel.
En outre, Lambé est également le scénariste et réalisateur d'un court métrage d'animation Deux îles en 2012, film récompensé par le Grand Prix de la Fédération Wallonie-Bruxelles lors d'Anima 2013.
Depuis 2003, Éric Lambé est professeur à l'ESA Saint-Luc de Bruxelles. Il participe à de nombreuses expositions collectives et personnelles en Belgique et à l’étranger.
Éric Lambé est influencé par Alberto Breccia ainsi que par les nouveaux courants espagnol ou italien du milieu des années 1980.

## Œuvres

### Albums de bande dessinée
- 1997 : Les Jours ouvrables, éditions Amok, coll. « Feu ! »,  (ISBN 9782911842153)
- 2001 : Ophélie et les directeurs des ressources humaines, éd. Frémok, réédition mars 2006 dans la collection « Amphigouri »,  (ISBN 2-35065-007-3)
- 2003 : Alberto G[20], scénario de Philippe de Pierpont, Frémok, coll. « Amphigouri »,  (ISBN 2-02-058554-5)
- 2005 : La Pluie[21], scénario de Philippe de Pierpont, éd. Casterman, coll. « Écritures »,  (ISBN 2203396067)
- 2008 : Un voyage[22], scénario de Philippe de Pierpont, éd. Futuropolis,  (ISBN 9782754801669).
- 2011 : Joue avec moi, éd. Frémok, coll. « Flore »,  (ISBN 978-2-350650-53-1)Nommé dans la sélection du festival d’Angoulême 2011[23].
- 2012 : Le Fils du roi[24], éd. Frémok, coll. « Amphigouri »  (ISBN 978-2-930204-60-4)
- 2016
  - Paysage après la bataille[25],[26], avec Philippe de Pierpont, Actes Sud BD et Frémok  (ISBN 9782330069988).
  - Carl Roosens (Scénariste), Les jours ne sont plus en danger, Bruxelles, Frémok, 24 février 2016, 32 p., ill. ; 17,5 cm (ISBN 9782930204918 et 2930204915, OCLC 970007141, présentation en ligne).
- Apparitions, Disparitions et autres mouvements[27],[28], avec Philippe de Pierpont, Frémok et Actes Sud BD, 2018  (ISBN 978-2-330-08687-9).
- Antipodes[29],[30],[31], Casterman, Bruxelles, 28 août 2024
Scénario : David B. - Dessin et couleurs : Éric Lambé -  (ISBN 9782203257726)  — Sélection officielle du Festival d'Angoulême 2025.

### Illustrations d'histoires et de romans
- 2003 : A viagem de Djuku (Le Voyage de Djuku), texte d'Alain Corbel (en portugais), éd. Caminho,  (ISBN 972-21-1578-2)
- 2004 : Le Sac à main[32], texte de Marie Desplechin, L'Estuaire,  (ISBN 2874430021)
- 2005 : La Photo, texte de Marie Desplechin, L'Estuaire,  (ISBN 2874430110), réédition éd. Points, 2007  (ISBN 9782757804797).

### Participation à des ouvrages collectifs
- 1996 : Le Cheval sans tête, Volume 2 : Atteindre Marseille, éd. Amok,  (ISBN 2-911842-10-3)
- 1998 : Le Cheval sans tête, Volume 5 : Nous sommes les maures, éd. Amok,  (ISBN 9782911842276)
- Comix 2000, L'Association, Paris, décembre 1999
Scénario : collectif - Dessin : collectif dont Éric Lambé - Couleurs : noir et blanc -  (ISBN 284414022X)
- 2000 : Récits de ville : Frigobox série II, Volume 2 : échangeur narratif/atelier d'octobre, éd. Fréon,  (ISBN 2-930204-28-1)
- 2002 : Frigobox, Volume 8 : Fleurs de peau, Fréon,  (ISBN 2-930204-09-5)
- René Magritte vu par, Actes Sud, Angoulême, 21 septembre 2016
Scénario : David B. - Dessin : collectif dont Éric Lambé - Couleurs : quadrichromie -  (ISBN 9782330065959)

### Catalogues d'expositions
- Ainsi, dire[33], Wittockiana, Bruxelles, 2018
Scénario : Erwin Dejasse  - Dessin : Éric Lambé, Christophe Poot, Florian Huet - Couleurs : quadrichromie -  (ISBN 9782873050030)Publié dans le cadre de l'exposition Ainsi dire à la bibliothèque Wittockiana du 29 septembre 2018 au 20 janvier 2019. (OCLC 1400758937)

### Expositions

#### Expositions individuelles
- Pastel, Galerie « l’Autre Espace », 1993[2] ;
- Galerie « Sans Titre », Bruxelles, 1997[2] ;
- La verdadera vida de Éric Lambé, Bolivie[2], 2003.
- Antipode[34],[35],[36],[37], Galerie Martel, Bruxelles du 14 décembre 2024 au 1er février 2025.

#### Expositions collectives
- Avec le groupe Mokka, en Belgique, Italie, France, Espagne et Pays-Bas[2] ;
- Génération spontanée[38], Espace Franquin, Angoulême du 27 au 30 janvier 2011.
- Ainsi dire[33] à la bibliothèque Wittockiana, Bruxelles du 29 septembre 2018 au 20 janvier 2019.

## Réception

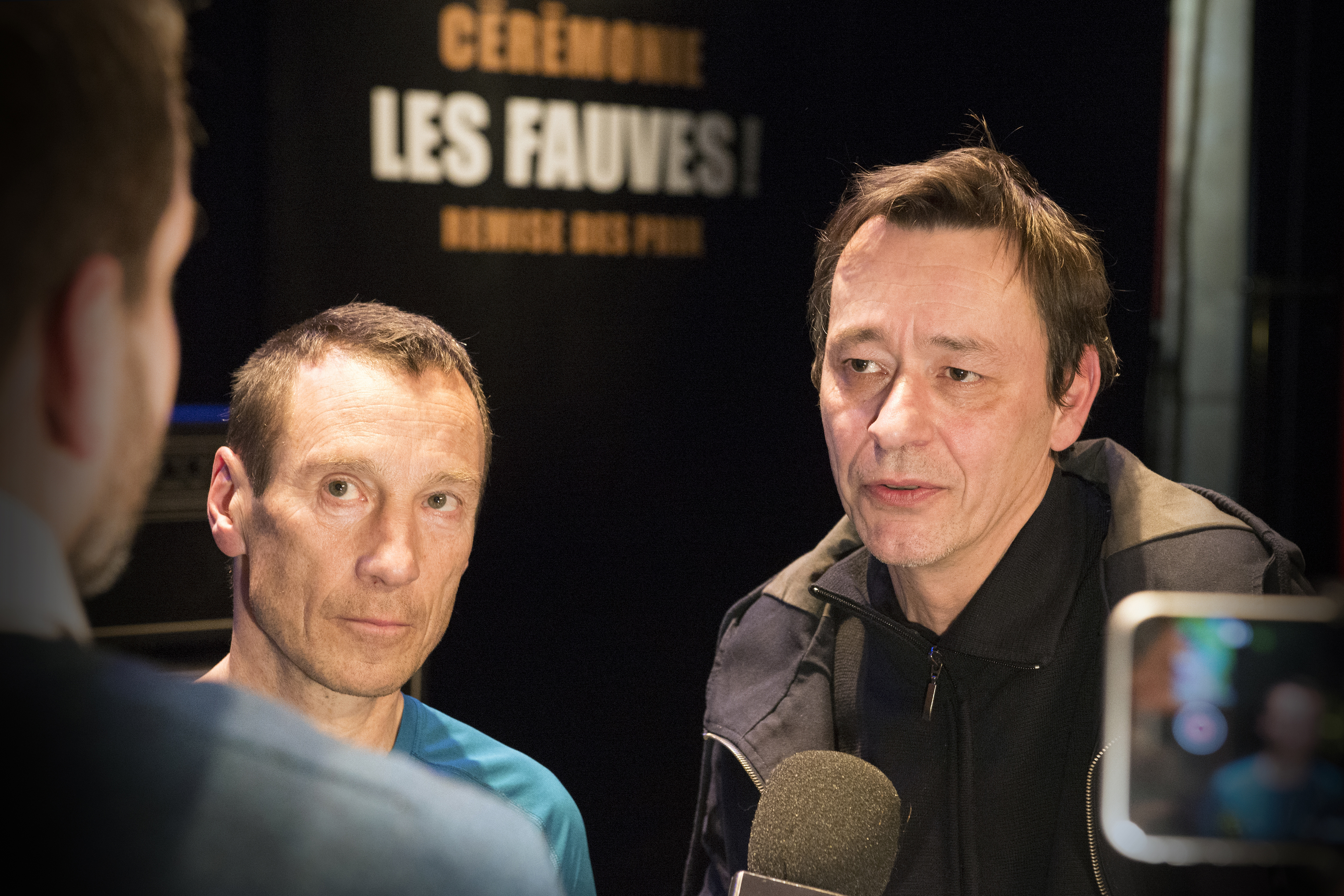
Philippe de Pierpont et Éric Lambé, Fauve d'or du meilleur album au Festival d'Angoulême 2017.

### Prix et distinctions
- 2017 :  Fauve d'or : prix du meilleur album pour Paysage après la bataille partagé avec Philippe de Pierpont au Festival d'Angoulême[2],[8].

### Études
- Erwin Dejasse, « Bande dessinée alternative : mémoire et re-génération », dans La Bande dessinée contemporaine, Textyles 36-37, 2010, mis en ligne le 1er juin 2013 (lire en ligne), p. 91-100. .

#### Livres
- Jacques Fiérain, « Lambé, Éric », dans La BD à Bruxelles et en Brabant, Charleroi, Éd. l'Âge d'or, avril 2003, 144 p., ill. ; 31 cm (ISBN 9782960119664 et 2960119665, OCLC 470388171, présentation en ligne), p. 90.
- Thierry Bellefroid et Jean-Marie Derscheid, « Éric Lambé Dessinateur - Scénariste », dans 77 auteurs de bande dessinée en Wallonie et à Bruxelles, Bruxelles, Wallonie-Bruxelles International, 2017, 128 p., ill. ; 26 cm (ISBN 2-930071-83-4, lire en ligne), p. 64-65.
- Philippe Mellot, Michel Denni, Laurent Turpin et Isabelle Morzadec, Trésors de la bande dessinée : BDM 2022-2023 - Catalogue encyclopédique et Argus, Paris, Les Arènes, novembre 2022, 23e éd., 1677 p., ill. ; 23 cm (ISBN 9791037507280, OCLC 1351462460, présentation en ligne), p. 44, 75, 497, 685, 690, 952, 998, 1064, 1405, .

#### Articles
- Éric Lambé (interviewé par Erwin Dejasse et Pierre Muylle), « « être très égoïste et très généreux » : conversation avec Éric Lambé », Cité internationale de la bande dessinée et de l'image,‎ 3 septembre 2010 (lire en ligne, consulté le 31 décembre 2022)
- Éric Lambé (interviewé par Annabelle Dupret), « Éric Lambé, entretien par Annabelle Dupret », du9,‎ 11 février 2017 (lire en ligne, consulté le 31 décembre 2022).
- Éric Lambé, Philippe de Pierpont (interviewés par Loraine Adam), « Fauve d'or 2017 : Éric Lambé et Jacques de Pierpont », dBD, no 112,‎ avril 2017, p. 22-25 (ISSN 1951-4050).

#### Podcasts
- Dans «Antipodes», Éric Lambé et David B. croquent le colonialisme avec humour émission Vous m'en direz des nouvelles présentée par Jean-François Cadet, sur Radio France internationale, 5 septembre 2024, (48 min 30 s).